# 黄璐琦
黄璐琦（1968年3月12日—），男，汉族，江西婺源人，中国中药资源与分子生药专家。

## 经历
1995年毕业于北京医科大学，获博士学位。2015年当选为中国工程院院士。
2021年8月，任国家中医药管理局副局长。